# Jens Peter Petersen (Politiker)
Jens Peter Petersen (* 18. Dezember 1941 in Hamburg-Eimsbüttel) ist ein deutscher Politiker der Sozialdemokratischen Partei Deutschlands und ehemaliges Mitglied der Hamburgischen Bürgerschaft.
Petersen ist gelernter Kfz-Mechaniker und studierter Diplomingenieur.
Von 1982 bis 1997 saß er in der Hamburgischen Bürgerschaft. Für seine Fraktion war er unter anderem im Ausschuss für Hafen, Wirtschaft und Landwirtschaft sowie im Umweltausschuss.